# Ruth Steiner
Ruth Steiner (* 1. September 1944 in Manila) ist eine österreichische Juristin, Managerin und Publizistin, die sich seit vielen Jahrzehnten für die christlich-jüdische Zusammenarbeit engagiert. Sie war fünfzehn Jahre lang Generalsekretärin der Katholischen Aktion Österreich.
Sie ist Trägerin hoher Auszeichnungen des Papstes und der Republik Österreich.

## Leben und Werk
Ihre Eltern waren Hans Steiner (1908–1980) und Mona Lisa Steiner, geborene Lise Lindenberg (1915–2000). Sie hatte zwei Schwestern, Helen (1942–2013) und Elisabeth (* 1948). Ihre Großmutter war die Konzertsängerin und Schriftstellerin Therese Lindenberg (1892–1980), verheiratet mit Ignaz Lindenberg (1875–1952), einem „jüdischen“ Mann, und somit laut Nürnberger Gesetzen des NS-Regimes in einer „nicht privilegierten Mischehe“ lebend. Dies bedeutete Entrechtung und Enteignung, Terror und Angst vor der Deportation für beide Ehepartner. Mit Müh und Not konnten die Großeltern im sogenannten „Mischehenghetto“ im 2. Wiener Gemeindebezirk unter prekären Bedingungen überleben. Ruth Steiners Eltern gelang die Flucht aus Wien. Die großzügige Asylgewährung durch den philippinischen Präsidenten Manuel Luis Quezon y Molina (1878–1944) ermöglichte Schutz und Überleben. Nach dem Untergang des NS-Regimes und der Wiedererrichtung Österreichs wirkte Hans Steiner als österreichischer Honorargeneralkonsul in Manila. Er engagierte sich für die Vertiefung der österreichisch-philippinischen Beziehungen. Ruth Steiner kam mit 15 Jahren nach Wien in ein Internat. Damals sprach sie noch nicht Deutsch. Später studierte sie Rechtswissenschaft an der Universität Wien. Sie war von 1969 bis 1973 Leiterin des Internationalen Studentenclubs Wien. Danach war sie zehn Jahre lang Personalchefin im Internationalen Institut für angewandte Systemanalyse in Laxenburg. Von 1983 bis 1986 arbeitete sie in der Wiener Niederlassung der Citibank. Von 1986 bis zu ihrer Pensionierung im Jahr 2000 wirkte sie als Generalsekretärin der Katholischen Aktion Österreich (KAÖ). Sie war und ist in einigen Organisationen ehrenamtlich tätig, darunter dem Koordinierungsausschuss für christlich-jüdische Zusammenarbeit und dem Mauthausen Komitee Österreich.
Ruth Steiner lebt in Sittendorf.

## Buchpublikationen
- Daheim in zwei Religionen, Mein Bekenntnis zum Judentum und zum Christentum, 2000
- Was ich dich noch fragen wollte, Eine Christin auf der Suche nach ihrer jüdischen Identität, 2006
- (Hg.) Hans Steiner: Nie wieder Wien?, 2009

## Auszeichnungen
- 2000 Komturkreuz des Sylvesterordens
- 2003 Goldenes Ehrenzeichen für Verdienste um die Republik Österreich
- 2007 Europäische Friedensrose Waldhausen